# 865 Zubaida
A 865 Zubaida (ideiglenes jelöléssel 1917 BO) a Naprendszer kisbolygóövében található aszteroida. Max Wolf fedezte fel 1917. február 15-én, Heidelbergben.